# Maja e Shën Mërtirit
Maja e Shën Mërtirit är en udde i Albanien.   Den ligger i prefekturen Qarku i Vlorës, i den södra delen av landet, 140 km söder om huvudstaden Tirana.
Terrängen inåt land är kuperad åt sydost, men norrut är den bergig. Havet är nära Maja e Shën Mërtirit åt sydväst.   . == Kommentarer ==
1. ↑  Framräknat ur variansen i alla höjduppgifter (DEM 3") från Viewfinder Panoramas, inom 10 km radie.[2] Mer om algoritmen finns här: Användare:Lsjbot/Algoritmer.